# 王學曾 (萬曆進士)
王學曾（1545年—？），原姓黄，字唯吾，號省軒，廣東廣州府南海縣人，民籍，明朝政治人物。

## 生平
萬曆四年（1576年）廣東鄉試第四十五名，萬曆五年（1577年）丁丑科會試第一百五十五名，登三甲第一百一十三名進士。授湖廣醴陵縣知縣，後改任湖廣崇陽知縣，十一年八月考选南京湖廣道監察御史。十二年因妄言被逮问，萬曆十三年復姓王，十月谪任湖廣興國州判官，後升湖广德安府推官、南京刑部貴州司主事。萬曆十八年九月，擔任光祿寺寺丞。
萬曆二十一年，國本之爭矛盾開始激化，明神宗加快改立進程，下詔三王並封（皇長子朱常洛、皇三子朱常洵和皇五子朱常浩一併封王）。當時光祿丞朱維京、給事中王如堅上疏率先反對。明神宗大震怒，兩人被貶戍邊。隨後涂杰、王學曾繼續上疏，兩人均被斥為民。此事激起群臣更多反對，最終迫使大學士王錫爵辭職、明神宗收回前命。
天啟二年，贈太僕寺少卿。

## 家族
曾祖王惟真，曾任義官；祖父王廷舉；父王夢吉。母吳氏。慈侍下。